# Giovane uomo alla finestra
Giovane uomo alla finestra (Jeune homme à sa fenêtre) è un dipinto del pittore francese Gustave Caillebotte, realizzato nel 1876, acquistato nel novembre 2021 dal Getty Museum di Los Angeles.
Si tratta di uno dei "capolavori del moderno realismo e uno dei momenti chiave della storia dell'Impressionismo".

## Descrizione
Il dipinto rappresenta il fratello del pittore, René Caillebotte, vestito in abiti informali e posto di spalle di fronte al balcone.
L'uomo sta in piedi dinnanzi la finestra aperta della casa di famiglia in Rue de Miromesnil, una strada di Parigi che si scorge molto chiaramente sullo sfondo.
Il tema del dipinto, con la figura di spalle di fronte ad una finestra aperta, è una composizione che ha diversi precedenti illustri nel Romanticismo tedesco: si ricordano Woman at the Window (1822) di Caspar David Friedrich, Goethe at the Window of His Room in Rome (1787) di Johann Heinrich Tischbein e The Morning Hour (1857-60) di Moritz von Schwind.